# زبيبة والملك (رواية)
رواية زبيبة والملك هي رواية صدرت سنة 2000 في العراق، ألفها الرئيس العراقي السابق صدام حسين.

## طريقة نشر الرواية
نشرت سنة 2000 في العراق دون ذكر اسم الكاتب وكان قصد صدام حسين تلمّس صدى الرواية التي ترجمت إلى جميع اللغات العالمية وحولت بعدها إلى فيلم سينمائي.[بحاجة لمصدر]

## الضجة حول الرواية
في نهاية عام 2000 صدرت في بغداد رواية رومانسية تحمل اسم «زبيبة والملك» وأثارت الكثير من اللغط والضجيج في الأوساط الأدبية؛ حيث لم يكن هذا اللون الأدبي شائعًا بكثرة في الأدب العراقي في تلك الآونة، وحيث ظل كاتب الرواية مجهولًا فقد كتب على غلاف الرواية «لكاتبها»، وراحت الشكوك تحوم حول كون الرئيس العراقي صدام حسين هو مؤلف الرواية لعدة أسباب منها: أن ناشر الرواية لم يقم حفلات خاصة بالكتاب مثلما يحدث مع الأعمال الأدبية الأخرى، ولم يجري مؤلف الرواية أية مقابلات صحفية للحديث عن روايته، كما وأوضحت مقدمة الرواية أن المؤلف كتب هذا الكتاب بتشجيع من الرئيس صدام حسين الذي ناشد الروائيين العراقيين كتابة قصص تعكس الحياة اليومية في العراق، وأنه من منطلق التواضع، اختار المؤلف العمل عدم الكشف عن هويته بالكامل.
كان صدام حسين قد التقى بالفعل في وقت سابق من نفس العام ببعض الروائيين والكتاب المسرحيين العراقيين، وحثهم على كتابة المزيد من الروايات والقصص والمسرحيات التي تحكي للشعب عن مآثر معركة أم المعارك المشهورة دولياً باسم حرب الخليج الثانية.
كانت لصدام طموحاته الأدبية، وهذا الأمر الذي لم يكن سرًا، حتى أنه أفصح ذات مرة عن نيته في كتابة مسرحية تروق لجيل الشباب. ثم بدأت الأدلة تتلاحق على أن صدام قد حقق هذا الطموح بالفعل في رواية زبيبة والملك، حين نقلت الصحف العراقية شائعات مفادها أن الرئيس صدام حسين هو مؤلف الرواية.
أصبح الكتاب على الفور من أعلى الكتب مبيعًا في العراق رغم تكلفته الضئيلة التي لم تتجاوز 1500 دينار عراقي (أقل من دولار أمريكي واحد)، وكان الناشر قد نوه على الغلاف الخلفي للرواية أن عائدات بيع الكتاب ستذهب بالكامل إلى الفقراء، والأيتام، والبائسين، والمحتاجين، والجمعيات الخيرية الأخرى.
اتهم بعض الكتاب العراقيين أيضًا الكاتب والصحفي المصري جمال الغيطاني بأنه الكاتب الحقيقي لرواية «زبيبة والملك»، وكان مما أيد تلك المزاعم هو كتاب حراس البوابة الشرقية الذي أصدره الغيطاني في بغداد عام 1975، وهو ذات المسمى الذي أطلق فيما بعد على الجيش العراقي أثناء الحرب العراقية الإيرانية.
في عام 2001 اتهم الفنان التشكيلي والرسام الكندي جوناثان ايرل باوزر الرئيس العراقي الراحل صدام حسين بانتهاك حقوق الملكية حيث ستعمل لوحة من لوحات جوناثان ايرل باوزر لفتاة تسير فوق بركة ماء وترفرف من حولها الحمامات كغلاف لرواية زبيبة والملك من دون إذنه ودون شراء اللوحة البالغ ثمنها 23.500 ألف دولارًا كنديًا منه.

## قصة الرواية
تسرد الرواية، التي حوّلت إلى فيلم سينمائي في هوليوود، قصة حب عذري يجمع بين ملك في العصر الوسيط وزبيبة التي تعيش حزينة مع زوجها القاسي، لكن الرواية تخفي معانٍ أخرى وراء واجهتها الفلكلورية البسيطة. ويرى البعض أن صاحبها أراد بها ترميز وضع العراق، بعد حرب الكويت سنة 1991، حيث الملك يمثّل صدام وزبيبة تمثّل الشعب العراقي، فيما يجسّد زوجها القوات الأمريكية بقسوتها وشرورها.
وتبلغ الدراما الصدامية ذروتها، عندما يغتصب زبيبة مجهول يتضح أنه زوجها. وتقول زبيبة إن الاغتصاب أبشع جريمة، سواء كان رجلا يغتصب امرأة أو جيوشاً غازية تغتصب الوطن. وتلاقي زبيبة نهاية مأساوية بموتها في 17 كانون الثاني (يناير)، يوم بدأ القصف الأمريكي على بغداد، إيذاناً بعملية عاصفة الصحراء سنة 1991.
تروى أحداث الرواية التي تدور في العصر البابلي على لسان امرأة عجوز حكيمة، وتحكي عن شاب يدعى «عربي» كان أحد أفراد العائلة الملكية. وبصفته الابن الوحيد للملكة، فإنه يكون الوريث الأجدر بالعرش، إلا أنه يقضي وقتًا عصيبًا في قصر والده وسط العديد من مؤامرات إخوته غير الأشقاء الغيورين والطامعين في العرش، رغم أن جميعهم أقل منه في الرتبة. وتنجح إحدى هذه المؤامرات في النهاية في دفع والده إلى طرده من القصر، ونفيه إلى مكان بعيد.
يسمم أحد مسؤولي البلاط الملكي فيما بعد الملك والد عربي أثناء صراع على السلطة داخل القصر، فيعود عربي إلى العاصمة وبصبح زعيمًا للشعب وقائدًا للجيش ويستحوذ على العرش.
يسافر عربي خارج عاصمته ويلتقي بامرأة تدعى زبيبة تغير حياته تمامًا. زبيبة هي شابة بسيطة تعيش حياة فقيرة في كوخ صغير عند سفح قصر تاجر ثري جشع خبيث اسمه حسقيل. وهي متزوجة من رجل بغيض يعمل مع حسقيل أيضًا زواجًا أجبرها عليه والدها الفقير.
ويستريح الملك لزبيبة منذ اللحظة التي يلتقيها فيها، وينجذب إلى بساطتها وجمالها وحكمتها. ويبدأ في التردد على كوخها من حين لآخر بحجة أنها واحدة من الشعب ثم يدعوها لاحقًا إلى قصره. يقع الاثنان في حب أفلاطوني، بعد أن تحدثا طويلًا عن كل شيء بما في ذلك الحياة والموت، والطبيعة والله، وإدارة الملك. ويكتشف الملك أن زبيبة أكثر حكمة منه، حيث أقنعته بالإيمان بإله واحد هو الله، وأحبطت سلسلة من المؤامرات التي كانت تحاك ضده.
يهاجمها زبيبة زوجها ذات ليلة ويغتصبها. ويكون الاغتصاب جزء من مؤامرة أكبر ضد الملك يشارك فيها حسقيل وآخرون. وحين تدرك زبيبة حجم المؤامرة، تندفع إلى القصر لتحذر الملك من تمرد وشيك. يتعهد الملك بدوره بالانتقام لزبيبة فيحشد جيشه في مواجهة المتآمرين، بينما تقود زبيبة الشعب ضدهم. وفي النهاية تموت زبيبا دفاعا عن الملك في اليوم السابع عشر من يناير. كما يهلك زوجها الشرير.
يقرر الملك والشعب دفن زبيبة واعتبارها شهيدة الشعب، ويدفنوا زوجها الشرير بجوار قبرها ويرشقوا قبره بالحجارة والقمامة. ثم يأمر الملك بالاحتفال باليوم السابع عشر من يناير من كل عام بوضع الزهور على قبر زبيبة، ورجم قبر زوجها بالحجارة باعتباره رمزًا لجميع الغزاة والخونة. كما يعلن الملك للناس أنه تزوج زبيبة قبل المعركة بقليل، ويعدهم بأنه سيشكل مجلسًا للشعب لمناقشة مستقبل المملكة.

## أوجه التشابه بين الرواية والواقع
كان من بين ما يدفع للظن بأن الرئيس العراقي الراحل صدام حسين هو مؤلف الرواية؛ هو وجود الكثير من أوجه التشابه بين أحداث الرواية، وبين الوقائع الفعلية في حياة صدام حسين. حيث تسير أحداث الرواية بالتوازي مع حياة صدام، فيتشابه طرد ونفي عربي من قبل والده مع سوء معاملة صدام وتربيته القاسية على يد زوج والدته الحاج حسن إبراهيم. كذلك يشبه الإخوة غير الأشقاء الغيورين إخوة صدام الأصغر سنًا: برزان، ووطبان، وسبعاوي الذين شكلوا مصدر قلق لصدام في أوقات مختلفة بعد أن منحهم قدرًا من السلطة، ثم قضى عليهم سياسياً واحداً تلو الآخر.
نجد أيضًا تشابها واضحًا بين أبناء عمومة الملك في الرواية، وبين أبناء عمومة صدام. حيث تتضمن الرواية في إحدى المؤامرات ضد الملك ابن عم يحاول طعنه في ظهره، غير أن زبيبة تلقي بنفسها على القاتل المحتمل لتمنح الملك وقتًا كافيًا لقتل المهاجم. هذا يعيد إلى الأذهان على الفور قصة حسين كامل ابن عم صدام، الذي فر إلى الأردن في عام 1995 مع شقيقه وزوجاتهم (بنات صدام)، وأفراد آخرين من الأسرة. بعد أن أفشى أسرار برنامج الأسلحة غير التقليدية في العراق، وبعد أن بدأ في إعداد نفسه ليكون خليفة لصدام.
كما يذكرنا ابن العم الخائن في الرواية الذي يتحالف مع زوجة الملك بعدنان خيرالله طلفاح أحد أبناء عمومة صدام، الذي شغل منصب وزير الدفاع خلال الحرب العراقية الإيرانية. وقد اعتبر العديد من المحللين أن طلفاح كان يشكل تهديداً محتملاً لصدام حتى وفاته في حادث تحطم مروحية غامض. كانت ساجدة زوجة صدام الحقيقية هي أخت ابن عمه طلفاح. وقد انفصل عنها صدام جزئيًا فيما بعد لأن ساجدة انحازت إلى جانب شقيقها في الخلافات العائلية بينهما.

## وجهة نظر أمريكا
أولت لها المخابرات المركزية الأمريكية سي آي آي اهتماما كبيرا، واعتبرتها بمثابة وثيقة سياسية مليئة بالفكر المعادي للغرب وأمريكا نظرا لاحتوائها على الكثير من الألغاز والأسرار. حيث يستهل الكاتب الرواية بالعبارات التالية:
«الم تنهض روح رسالة الأمة من جديد في العراق، معطرة بأريج النبوة وبركتها، بل وما يوصل الحي بما هو في ذمة الخلود من نبض دمائه، قبل وإثناء أم المعارك الخالدة لترتفع راية الأمة العربية من جديد، بعد أن لطخها العملاء والضعفاء، ممن نسبوا إلى الأمة زورا بعارهم، وبعد أن طغت الصهيونية وتجبرت هي وتحالفها البغيض مع أمريكا،»
كانت وكالة المخابرات المركزية الأمريكية مقتنعة بأن صدام هو من أشرف على كتابة الرواية إن لم يكن مؤلفها الحقيقي، لدرجة أنها أخضعت النص لتحليل شامل بهدف استخلاص رؤى حول خطط وسياسات صدام القادمة.
للوهلة الأولى، قد يبدو من الغريب قراءة عمل أدبي كمفتاح لسياسة العراق. إلا أن الرئيس العراقي الأسبق صدام حسين كانت له سابقة مماثلة في هذا الشأن تعود إلى عام 1979، عندما كان صدام يمهد الطريق للوصول في النهاية إلى رئاسة العراق، فقد ظهرت قبل ذلك بعام رواية في بغداد بعنوان الأيام الطويلة كتبها عبد الأمير معلا. وتحكي الرواية عن الشاب محمد بن حسين الصقر، الذي شارك عام 1959 في محاولة اغتيال رئيس الوزراء العراقي آنذاك عبد الكريم قاسم. وتجبر محاولة الاغتيال الفاشلة البطل على الهروب إلى مصر، لكنه يعود إلى العراق بعد بضع سنوات ليصبح زعيمًا البلاد. تتشابه هذه القصة للغاية دون شك مع قصة حياة صدام حسين نفسه، وقد أنذر الكتاب باستيلاء صدام على السلطة. في حين أسقط كل من الفيلم والمسلسل التلفزيوني المقتبسان عن رواية الأيام الطويلة عنها الواجهة الأدبية تمامًا، واصفين البطل باسمه الحقيقي.

## الرواية في وسائل الإعلام
أغدقت الصحف العراقية الدعاية للرواية، وامتدحها النقاد، والكتاب، والشعراء.
ثم بدأ التلفزيون العراقي بعد فترة قصيرة من صدور الرواية في إعداد مسلسل بعنوان زبيبة والملك، وهو مسلسل من 20 حلقة مأخوذًا عن الرواية، وقامت ببطولته الممثلة العراقية هند كامل.
ثم أعلن المسرح الوطني العراقي عن شروعه في إنتاج مسرحية موسيقية مستوحاة من الرواية وصفها بأنها أكبر إنتاج للبلاد على الإطلاق.

## تحويلها إلى فيلم
أقتبس منها الممثل الكوميدي البريطاني ساشا بارون كوهين فيلمه المسمى الدكتاتور سنة 2012.